# Кааристо, Велло
Ве́лло Каа́ристо (эст. Vello Kaaristo; при рождении Васи́лий Кра́сиков; 17 марта 1911, Куровицы — 14 августа 1965, Нарва) — советский эстонский лыжник, бронзовый призёр первенства Советского Союза, многократный чемпион и призёр досоветской Эстонии, участник зимних Олимпийских игр 1936 года в Гармиш-Партенкирхене. Во время Великой Отечественной войны представлял на соревнованиях город Свердловск. Мастер спорта СССР. Также известен, как боксёр и тренер по лыжному спорту.

## Биография
Василий Красиков родился 17 марта 1911 года в деревне Куровицы Ямбургского уезда Российской империи, по этническому происхождению — вожанин. Детство провёл в Нарве, по окончании школы трудоустроился на Кренгольмской мануфактуре, затем, когда Эстония стала независимой страной, служил пограничником в Нарва-Йыэсуу.
Серьёзно заниматься спортом начал в 1931 году, проходил подготовку в нарвском спортивном клубе «Выйтлейя» и позже в Юношеском христианском обществе. Практиковал такие дисциплины как бокс (чемпион Эстонии 1931—1934 годов), плавание, стрельба из лука, но наибольшего успеха добился именно в лыжных гонках. Уже в апреле 1932 года Василий Красиков стал чемпионом Эстонии по лыжным гонкам на дистанции 30 километров. «На чемпионате Эстонской республики по лыжам, прошедшем 5 апреля, на дистанции 30 километров победу одержал ингерманландец Василий Красиков, уроженец деревни Куккоси в Российской Ингерманландии. Сейчас он беженец, живёт в Нарве», — писала газета ингерманландских финнов Эстонии Sanaseppä, выходившая в Эстонской Ингерманландии в апреле 1932 года.
Впоследствии он неоднократно становился победителем и призёром эстонских национальных первенств на различных дистанциях, в частности имеет в послужном списке 11 наград золотого достоинства, 5 серебряного и 3 бронзового.
Был инициатором проведения соревнований среди молодёжи и строительства спортивных площадок, а также изготавливал лыжные мази, известные как «мази Кааристо».
В 1935 году он становится чемпионом страны на дистанции 50 километров. Благодаря череде удачных выступлений удостоился права защищать честь страны на зимних Олимпийских играх 1936 года в Гармиш-Партенкирхене, хотя при этом ему пришлось взять эстонское имя Велло Кааристо. Выступал здесь сразу в двух дисциплинах: в гонке на 18 км финишировал тридцатым, тогда как в зачёте 50 км занял 23 место. Считается первым эстонским лыжником на Олимпийских играх.
Особенно удачным для спортсмена стал 1937 год, принёсший золотые медали чемпиона Эстонии на дистанциях 18, 30 и 50 километров.
Также из крупных международных соревнований выступал на чемпионате мира по лыжным видам спорта 1938 года в финском Лахти, но здесь в гонке на 18 км показал лишь 125 результат.
В 1940 году президентом Эстонии Константином Пятсом за спортивную работу в Союзе обороны Эстонии награждён железным крестом ордена Орлиного креста.
После присоединения Эстонии к СССР и начала Великой Отечественной войны, в числе прочих сильнейших лыжников страны был эвакуирован в Свердловск. Входил в состав свердловской сборной по лыжному спорту, представлял Свердловск на чемпионате СССР 1944 года — совместно с партнёрами по команде Анатолием Бориным, Андреем Карповым и Михаилом Протасовым завоевал бронзовую медаль в программе эстафеты 4 × 10 км — за это выдающееся достижение удостоен звания «Мастер спорта СССР».
Когда советские войска освободили Эстонию от фашистских захватчиков, Велло Кааристо приехал в новосозданную Эстонскую ССР. В период 1945—1949 годов работал тренером по лыжным гонкам в одном из спортивных клубов Выру, занимал должность председателя городского комитета по физической культуре и спорту. В 1962 году вернулся в Нарву, в течение трёх лет работал в совхозе «Нарва».
Умер 14 августа 1965 года, похоронен на старом Ивангородском кладбище.
Ежегодно в Эстонии проводятся традиционные соревнования по лыжным гонкам памяти Велло Кааристо.
Его старший брат Фёдор Красиков (06.06.1909—26.06.1973) тоже был известным в Эстонии лыжником (он, в отличие от Василия, отказался менять имя на эстонское).